# Samuel de Lange
Samuel de Lange (Rotterdam, 9 de juny de 1811 - 15 de maig de 1884) fou un pianista, organista i compositor holandès. Era pare de Samuel i també Daniel, ambdós pianistes, organistes i compositors.
En la seva ciutat natal fou deixeble de Bremer i Mulhenfieldt, els quals li ensenyaren el piano, i de Hummert per a la composició i el contrapunt. El 1830 fou nomenat campaner (Carri Noneur) de la seva ciutat natal, lloc que encara ocupava el 1864, junt amb el d'organista de l'església del Sud i el de professor de l'escola de música de la Societé Musicale des Pays-Bas.
Se li deuen: una sonata, per a orgue; Variacions, també per a orgue, sobre l'himne nacional holandès i sobre la cançó popular Vive le Roi!, i diversos nocturns i peces de música lleugera per a piano.